# Лисичанский троллейбус
Лисичанский троллейбус — система троллейбусного общественного транспорта в городе Лисичанск. Открыт 7 марта 1972 года. По состоянию на 2020 год имелся один маршрут, 18 км контактной сети и 4 машин (рабочих 0). 6 марта 2022 года движение прекратилось из-за боевых действий. Инфраструктура получила сильные повреждения.

## Маршруты
- 1 Завод 
«Пролетарий» — Кирпичный завод

### Ранее существовавшие
- 2 Стадион «Шахтёр» — Шахта имени Мельникова
- 3 Центральный рынок — Школа № 3

## История
Троллейбусное движение в Лисичанске было открыто 7 марта 1972 года 22 троллейбусами «Škoda» чехословацкого производства по маршруту № 1 «Депо — Мельниковский поворот» по ул. Свердлова (ныне Владимира Сосюры). Тогда же построено депо на 50 мест. Лисичанск стал третьим городом в Донбассе и вторым в области, где начали эксплуатировать троллейбусы «Škoda».
22 апреля 1972 года линия продлена от Мельниковского поворота (поворота на шахту имени Мельникова) до рабочего посёлка завода «Пролетарий», маршрут № 1 «Завод „Пролетарий“ — Депо».
15 ноября 1972 года линия продлена от депо до шахтоуправления имени Кирова (сейчас — кирпичный завод), маршрут № 1 «Завод „Пролетарий“ — ш/у имени Кирова».
22 февраля 1975 года введена новая линия из центра к строящемуся жилому кварталу НПЗ кольцом по ул. 9 Мая, Карла Маркса, Первомайской, пущен кольцевой маршрут № 2 «Стадион „Пролетарий“ — Шахта имени Мельникова».
15 января 1984 года введена новая линия от шахтоуправления имени Кирова (сейчас — кирпичный завода) до ДК имени Ленина в южной части города (ранее — город Верхнее), пущен маршрут № 3 «Завод „Пролетарий“ — ДК имени Ленина».
1 января 1986 года (по другим данным, 31 мая 1988 года) последняя линия продлена от ДК имени Ленина до школы № 3 кольцом по часовой стрелке, маршрут № 3 «Завод „Пролетарий“ — Школа № 3».
В ноябре 1990 года линия маршрута № 1 продлена от ул. Дмитрия Донского ещё на 1 остановку к заводу «Пролетарий».

### Маршруты на1 января1995 года
- 1 Завод «Пролетарий» — Кирпичный завод
- 2 Стадион «Шахтёр» — Шахта имени Мельникова
- 3 Завод «Пролетарий» — Школа № 3

В 1995 году начался кризис с подвижным составом, и потому маршруты были сокращены. Так в 1995 году маршрут № 1 уже следовал от Центрального рынка до Лисичанского стекольного завода «Пролетарий», а маршрут № 3 — от Центрального рынка до Лисичанского содового завода. Маршрут № 2 оставался без изменений.
15 октября 1997 года прекращено движение по маршруту № 2, а в сентябре 2002 года окончен демонтаж сети по этому маршруту.
В 2013 году было прекращено движение по маршруту № 3.
Однако руководством города принята программа по возрождению лисичанского троллейбуса. Oбщая протяженность маршрутов составляет 34,6 км, на которых расположено 37 остановок.
.
За 2005 год троллейбусами в Лисичанске было перевезено 2,2 млн пассажиров, за 2006 — 5,9 млн
Движение троллейбусов в городе Лисичанске временно приостановлено с 22 июля 2014 года, в связи с военными действиями на востоке страны.
В июле 2014 года после полученных повреждений контактной сети (в ходе АТО) линия маршрута № 1 от недействующего к этому времени завода «Пролетарий» демонтирована на 1 остановку (до ул. Дмитрия Донского).
Летом 2015 года была демонтирована контактная сеть от Кирпичного завода до школы № 3 маршрута № 3.
В марте 2020 года движение в Лисичанске остановлено на неопределённый срок.
23 августа 2020 года движение троллейбусов было возобновлено.
В октябре 2020 года на две недели было оставлено движение троллейбусов, в связи с заражением директора КП ЛГС "ЭлектроАвтоТранс" COVID-19.

### Планы продления линий
В конце 1980-х годов существовал план продления троллейбусной сети и маршрута № 3 от СШ № 3 через железную дорогу по ул. Орджоникидзе (ныне Независимости) в жилой район завода РТИ.
В будущем этот маршрут планировалось сделать междугородним — от РТИ в центр Лисичанска и в район Пролетарск, а дальше — по мосту через реку Северский Донец в город Северодонецк.
Также существовал план продления линии по ул. Октябрьской из района Переездная в район Стекольный с конечным кольцом у Лисичанского стекольного завода «Мехстекло» — маршрут № 4. Однако из-за проблемы строительства двух надземных путепроводов через железную дорогу эти планы так и не были осуществлены.
На данный момент ведутся переговоры с компанией Škoda electric по поводу покупки 10 электробусов для маршрута Северодонецк - Лисичанск.

## Подвижной состав
За 1975—1980 годы парк пополнился ещё девятью Škoda-9Tr того же года выпуска. Вплоть до конца 1983 года парк состоял из 29 машин Škoda-9Tr, работало два маршрута. Закупать троллейбусы Škoda-14Tr Лисичанск не смог из-за сложностей освоения ТИСУ, а Škoda-9Tr уже не выпускались. Поэтому упор в развитии троллейбусного парка был сделан на работу с Škoda-9Tr, в основном списанными из других городов. В 1985 году парк составлял 37 машин Škoda-9Tr, причём последние 8 машин были переданы из Киева и Луганска. Весной 1987 года на ходу осталось менее 20 Škoda-9Tr, в итоге было принято решение о переходе на ЗиУ. Первые два ЗиУ были переданы из Северодонецка — это ЗиУ-682В (1983 г.в.).
В 1988 году парк пополнился 15 новыми троллейбусами ЗиУ-682В00. С 1989 по 1990 год парк пополнился 13 новыми троллейбусами ЗиУ-682В0А. В декабре 1989 года Лисичанск полностью перешёл на эксплуатацию троллейбусов ЗиУ, так как в июне 1989 года на ходу осталось менее десяти Škoda-9Tr, из которых к началу 1990 года осталось только пять, да и те были переданы в Луганск. Таким образом в 1990 году в Лисичанске прекратили эксплуатацию троллейбусов «Škoda», а в Донбассе стало на один город меньше, где эксплуатируют троллейбусы чехословацкого производства. В самом же Лисичанске по сей день сохранилось лишь два кузова троллейбуса этой модели: один стоит в виде сарая возле центрального рынка, а другой используется как будка в дачном посёлке НПЗ.
Последние ЗиУ были получены осенью 1990 года и на тот момент их было всего 35 машин. Первые два ЗиУ-682В, которые были переданы в 1987 году из Северодонецка, были возвращены обратно в Северодонецк в марте 1992 года.
В ноябре 1992 года парк пополнился двумя новыми троллейбусами «Киев-11У». Преимущество этих машин перед ЗиУ в том, что электрооборудование вынесено на крышу. Это облегчило доступ к узлам и агрегатам, а также эксплуатацию. На крышу вынесены пуско-тормозные реостаты и серводвигатель. Но уже в 1995 году из-за не хватки запчастей на эти машины и сложностей с проводкой эти троллейбусы были сняты с эксплуатации. В том же году более десяти ЗиУ-682В00 были списаны (разобраны на запчасти).
В марте 1996 года предпринимаются попытки восстановить хотя бы один троллейбус Киев-11У. Так одна машина становится донором для другой. Но все попытки восстановить машину не увенчались успехом, в 1997 году обе машины окончательно списывают. Из-за нехватки троллейбусов в 1997 году маршрут № 2 был отменён, и контактная сеть была демонтирована.
В 1997 году парк пополнился двумя новыми троллейбусами ЮМЗ Т2. В начале 2000-х годов троллейбусное движение в Лисичанске находится под угрозой. На линию выходит от 3 до 5 машин. Те то и дело ломаются, их постоянно буксируют в парк. В 2003 году маршрут № 1 уже следовал от Кирпичного завода до Лисичанского стекольного завода «Пролетарий». В 2005 году из городского бюджета города выделяются средства на ремонт троллейбусов, но в парке всего 9 машин, из которых 5 в плачевном состоянии. В 2006 году силами работников депо удалось восстановить 3 машины, провести капитально-восстановительный ремонт (КВР) 2 машинам.
В конце ноября 2006 года на маршрут пущены два новых троллейбуса российского производства ЗиУ-682Г-016. Стоимость каждого из них — 500 тыс. грн. При обновлении городского троллейбусного парка были совмещены средства государственного и местного бюджетов (один троллейбус приобретен за государственные деньги, другой — за средства города). Таким образом, депо восстановило почти утраченное движение троллейбусов по маршруту № 1 и № 3, где уже вовсю хозяйничали «маршрутки».
Также в 2006 году из Днепропетровска было передано два троллейбуса ЗиУ-682В1 (1989 г.в.), которые прошли КВР в Днепропетровске.
Летом 2007 года было ещё передано 3 троллейбуса ЗиУ-682В1(1989 г.в.) после КВР в Днепропетровске. В 2007—2010 годах на ходу было 13 ЗиУ-682 и 2 ЮМЗ Т2. В 2010 году оба ЮМЗ Т2 были списаны.
3 сентября 2013 года было получен первый троллейбус из Стаханова модели ЛАЗ-52522 (1997 г.в.). В феврале 2014 года депо получило ещё два троллейбуса ЛАЗ-52522 (1997-1998 г.в.)
| Марка троллейбусов    | Количество на сегодня/за все годы | Парковые номера | Начало эксплуатации в Лисичанске   |
| --------------------- | --------------------------------- | --------------- | ---------------------------------- |
| Škoda 9Tr             | 0/37                              | 01-037          | с 1972 по 1990 год.                |
| ЗиУ-682В              | 0/2                               | 038-039         | с 1987 по 1992 год.                |
| ЗиУ-682В00 ЗиУ-682В0А | 0/16 0/19                         | 040-055 056—074 | c 1988 по 2000 год. с 1988 по н.в. |
| Киев-11У              | 0/2                               | 075-076         | с 1992 по 1997 год.                |
| ЮМЗ-Т2                | 0/2                               | 077-078         | с 1997 по 2010 год.                |
| ЗиУ-682Г-016          | 2/2                               | 079-080         | с 2006 по н.в.                     |
| ЗиУ-682В1             | 0/3                               | 081-83          | с 2007 по 2019 год.                |
| КТГ-1                 | 0/2                               | ТГ-1,ТГ-2       | с 1978 по 2001 год.                |
| ЛАЗ-52522             | 3                                 | 075, 077, 078   | с 2013 по н.в.                     |

| Получены Б/у троллейбусы из других городов | Город          | Количество полученных | Парковые номера | Эксплуатация        |
| ------------------------------------------ | -------------- | --------------------- | --------------- | ------------------- |
| Škoda 9Tr                                  | Киев и Луганск | 8                     | 030-037         | с 1986 по 1990 год. |
| ЗиУ-682В1                                  | Днепропетровск | 3                     | 081-083         | с 2007 по 2019 год. |
| ЛАЗ-52522                                  | Стаханов       | 2/3                   | 075, 077, 078   | с 2013 по н.в.      |